# Printre oameni
Being Human este un serial TV (comedie-dramă) produs de BBC. A avut premiera pe 18 februarie 2008. Au apărut 37 episoade de-a lungul a 5 sezoane.

## Povestea
O fantomă, un vârcolac și un vampir încearcă să trăiască o viață socială normală.

## Personaje

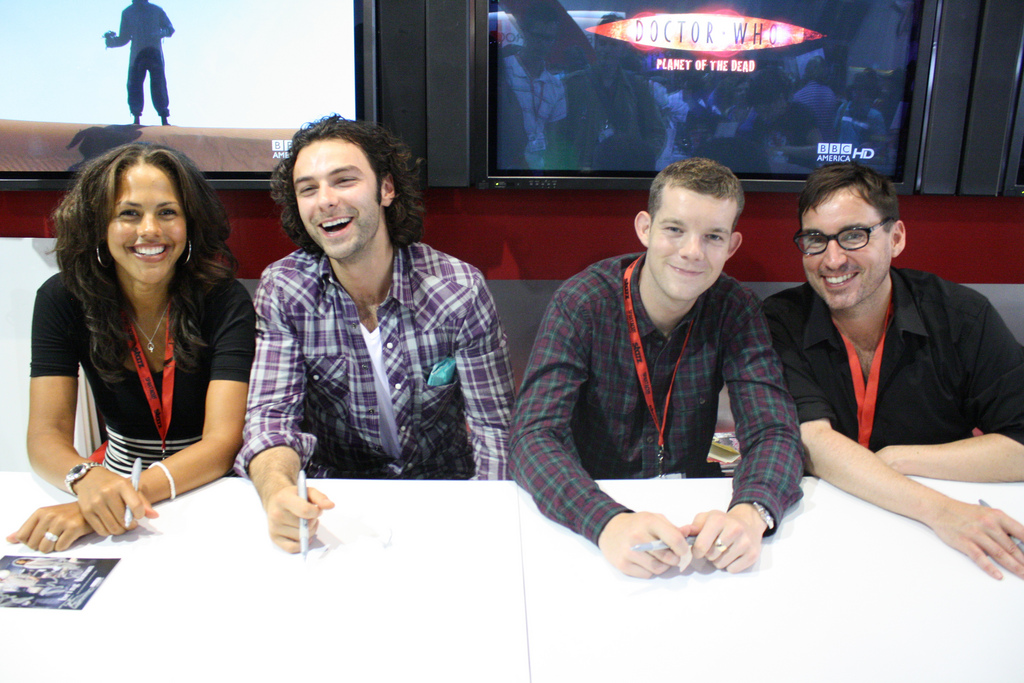
Lenora Crichlow, Aidan Turner, Russell Tovey și Toby Whithouse

| Rul            | Jucat de        | Durata    |
| -------------- | --------------- | --------- |
| Annie Sawyer   | Lenora Crichlow | 2009-2012 |
| George Sands   | Russell Tovey   | 2008-2012 |
| John Mitchell  | Aidan Turner    | 2009-2011 |
| Nina Pickering | Sinead Keenan   | 2009-2011 |
| Tom McNair     | Michael Socha   | 2011-2013 |
| Hal Yorke      | Damien Molony   | 2012-2013 |
| Alex Millar    | Kate Bracken    | 2012-2013 |

## Premii și nominalizări

### Premii
Glamour Awards:
- Cea mai bună actriță - dramă (2011) - Lenora Crichlow[7]

Royal Television Society:
- Cel mai bun montaj (2009)
- Cele mai bune efecte vizuale (2009)

TV Quick Awards:
- Cel mai bun serial - dramă (2011)

Writers' Guild of Great Britain:
- Cel mai bun serial - dramă (2009, 2010, 2012)

### Nominalizări
British Academy Television Awards:
- Cea mai bună dramă (2010, 2011)
- Cea mai bună compoziție muzicală pentru un serial (2010)

Broadcasting Press Guild Awards:
- Cea mai bună dramă (2010)

Irish Film & Television Awards:
- Cea mai bună regie (2012)[8]